# 765
Раннє Середньовіччя. У Східній Римській імперії триває правління Костянтина V. Більшу частину території Італії займає Лангобардське королівство, Рим і Равенна під управлінням Папи Римського, деякі області на півночі та на півдні належать Візантії. У Франкському королівстві править король Піпін Короткий. Піренейський півострів, окрім Королівства Астурія, займає Кордовський емірат. В Англії триває період гептархії. Центр Аварського каганату лежить у Паннонії. Існують слов'янські держави: Карантанія та Перше Болгарське царство.
Аббасидський халіфат займає великі території в Азії та Північній Африці. У Китаї править династія Тан. В Індії почалося піднесення імперії Пала. У Японії триває період Нара. Хазарський каганат підпорядкував собі кочові народи на великій степовій території між Азовським морем та Аралом. Територію на північ від Китаю займає Уйгурський каганат.
На території лісостепової України в VIII столітті виділяють пеньківську й корчацьку археологічні культури. У VIII столітті тривало швидке розселення слов'ян. У Північному Причорномор'ї співіснують різні кочові племена, зокрема булгари, хозари, алани, авари, тюрки, кримські готи.

## Події
- Берберське плем'я іфранідів збунтувалося проти Аббасидів і утворило незалежну державу з центром у Тлемсені.
- Зі смертю імама Джафара ас-Садика шиїти розкололися на дві течії: ісмаїлітів та імамітів.
- Велике повстання проти Аббасидів спалахнуло в Хорасані[1].
- Аквітанський герцог Вайфар напав на Септиманію, але франки дали йому відсіч.
- Візантійський флот, зібраний проти булгар, розбили шторми.

## Виноски
1. ↑  William Bayne Fisher, Richard Nelson Frye The Cambridge history of Iran. Cambridge University Press, 1975 (ISBN 978-0-521-20093-6)